# 勝利名駒
勝利名駒 （Keen Winner）是一匹在香港受訓的純種賽駒，現已退役，主要勝出賽事包括香港打吡大賽。勝利名駒為打吡大賽由1800米增程至2000米後的首屆冠軍，同時亦為廿一世紀首匹香港打吡冠軍。惟打吡後無以為繼，於其他大賽中毫無表現。往後亦再無頭馬進帳。

## 外部連結
- 香港賽馬會 （页面存档备份，存于）